# Гостиняць
45°07′ пн. ш. 14°37′ сх. д. / 45.12° пн. ш. 14.62° сх. д.
Гостиняць (хорв. Gostinjac) — населений пункт у Хорватії, у Приморсько-Горанській жупанії у складі громади Добринь.

## Населення
Населення за даними перепису 2011 року становило 77 осіб.
Динаміка чисельності населення поселення:

## Клімат
Середня річна температура становить 13,60 °C, середня максимальна – 26,39 °C, а середня мінімальна – 1,43 °C. Середня річна кількість опадів – 1279 мм.
| Клімат поселення                              | Клімат поселення | Клімат поселення | Клімат поселення | Клімат поселення | Клімат поселення | Клімат поселення | Клімат поселення | Клімат поселення | Клімат поселення | Клімат поселення | Клімат поселення | Клімат поселення | Клімат поселення |
| Показник                                      | Січ.             | Лют.             | Бер.             | Квіт.            | Трав.            | Черв.            | Лип.             | Серп.            | Вер.             | Жовт.            | Лист.            | Груд.            |                  |
| Середній максимум, °C                         | 9,78             | 9,90             | 12,79            | 15,64            | 20,77            | 24,84            | 26,39            | 26,22            | 21,80            | 17,40            | 12,70            | 10,04            |                  |
| Середня температура, °C                       | 5,61             | 5,72             | 8,60             | 11,47            | 16,58            | 20,68            | 23,05            | 22,88            | 18,48            | 14,07            | 9,37             | 6,71             |                  |
| Середній мінімум, °C                          | 1,43             | 1,54             | 4,43             | 7,29             | 12,40            | 16,49            | 19,71            | 19,54            | 15,14            | 10,73            | 6,04             | 3,37             |                  |
| Норма опадів, мм                              | 103              | 85               | 87               | 92               | 85               | 95               | 57               | 80               | 137              | 164              | 164              | 130              |                  |
| Середньомісячна швидкість вітру, м/с          | 2.88             | 3.03             | 3.09             | 2.91             | 2.64             | 2.49             | 2.47             | 2.49             | 2.60             | 2.84             | 3.15             | 3.13             |                  |
| Середньомісячна сонячна радіація, кДж/м²·день | 4515             | 7271             | 10658            | 15113            | 19491            | 21190            | 22503            | 19408            | 14245            | 9182             | 4910             | 3795             |                  |
| --------------------------------------------- | ---------------- | ---------------- | ---------------- | ---------------- | ---------------- | ---------------- | ---------------- | ---------------- | ---------------- | ---------------- | ---------------- | ---------------- | ---------------- |
| Джерело:                                      |                  |                  |                  |                  |                  |                  |                  |                  |                  |                  |                  |                  |                  |